# Kaple svatého Bernarda (Solsona)
Kaple svatého Bernarda je církevní stavba na území obce Solsona v katalánské provincii Lleida. Je to neoklasicistní kaple z 18. století zahrnutá do soupisu architektonického dědictví Katalánska a chráněná jako kulturní památka.

## Popis
Jedná se o malou venkovskou neoklasicistní kapli orientovanou na sever-jih. Vchod je na jižní straně, je obdélníkovitý s překladovým kamenem s nápisem: "1763" a "R-1865". Nade dveřmi je malá rozeta, fasáda je zakončena malou zvonicí s jedním zvonem. Interiér je omítnutý, jen s jednou lodí a na oltáři je umístěn obraz svatého Bernarda, patrona kaple. U hlavního vchodu se nachází veranda s trámovým stropem. Budova má obdélníkový půdorys a sedlovou střechu. Stěny jsou postaveny z kamenů nepravidelných tvarů.